# Ferdinando Maggioni

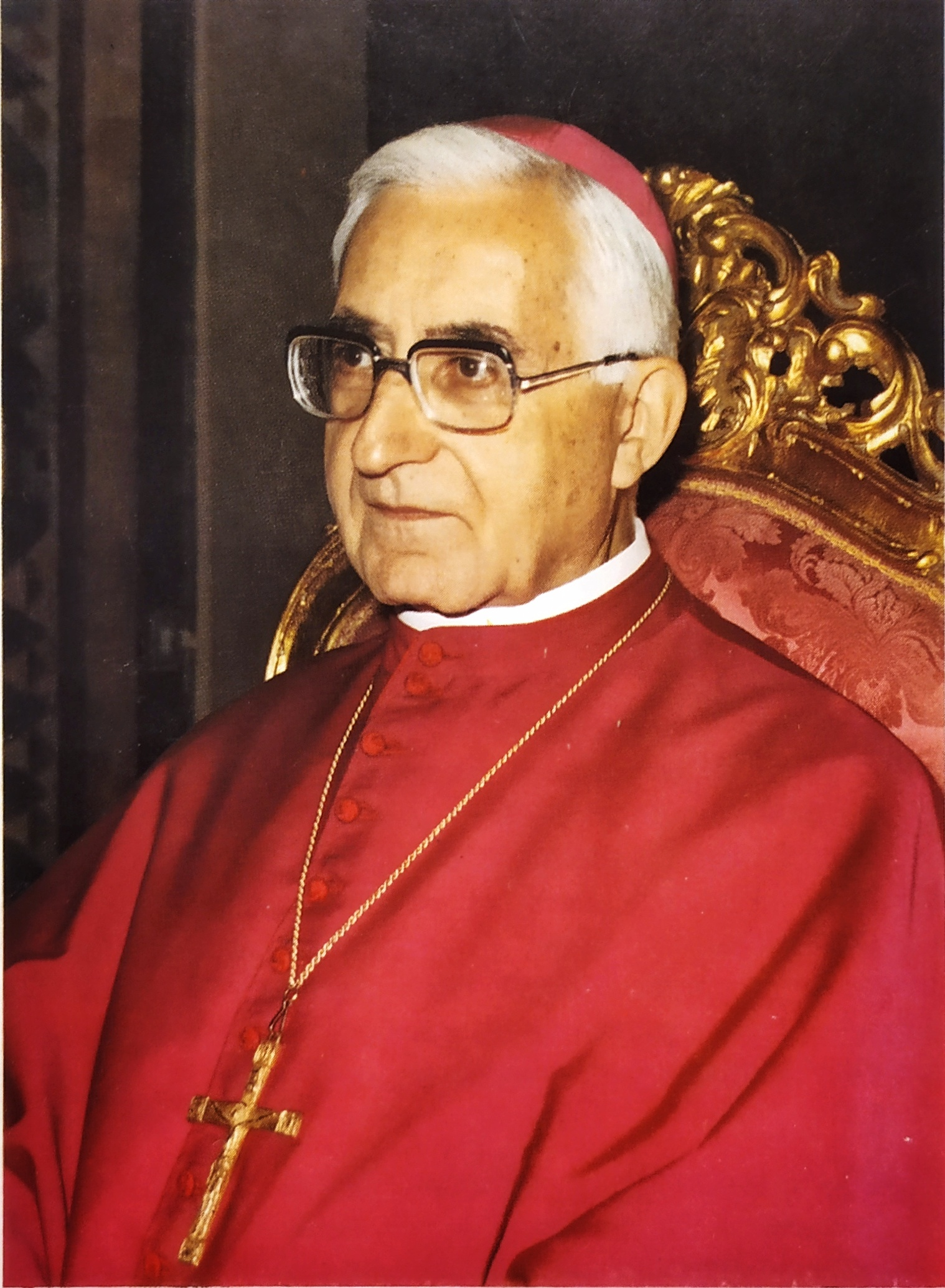
Bischof Ferdinando Maggioni (1979)

Ferdinando Maggioni (* 5. Februar 1914 in San Biagio, Monza; † 2. Dezember 1998 in Mailand) war ein italienischer Geistlicher und Bischof von Alessandria.

## Leben

Bischofswappen von Ferdinando Maggioni

Maggioni studierte am mailändischen Priesterseminar und erwarb an der Päpstlichen Universität Gregoriana ein Lizenziat in Theologie.
Am 26. Juli 1936 weihte Alfredo Ildefonso Schuster, Erzbischof von Mailand, ihn in Gallarate zum Priester für das Erzbistum Mailand. Am 11. November 1960 wurde er zum Ehrenprälaten Seiner Heiligkeit ernannt und am 1. Dezember 1966 zum Apostolischen Protonotar. Zwischen 1960 und 1967 war er Rektor des Päpstlichen Lombardischen Priesterseminars.
Papst Paul VI. ernannte ihn am 14. September 1967 zum Titularbischof von Subaugusta und Weihbischof in Mailand. Am 29. Oktober 1967 weihte Giovanni Colombo, Erzbischof von Mailand, ihn im Dom von Monza zum Bischof; Mitkonsekratoren waren Ernesto Civardi, Sekretär der Kongregation für die Bischöfe, und Francesco Bertoglio, Weihbischof in Mailand. 1969 wurde er zudem Generalvikar des Erzbistums Mailand.
Papst Johannes Paul II. ernannte ihn am 17. Juni 1980 zum Bischof von Alessandria. Am 4. Oktober 1980 wurde er inthronisiert. Am 22. April 1989 nahm Papst Johannes Paul II. seinen Rücktritt aus Altersgründen an.